# Estación Limache
Estación Limache es la estación terminal nororiente de Tren Limache-Puerto. Está situada en la Comuna de Limache, en la Región de Valparaíso, a metros de la intersección de Avenida Urmeneta con calle Arturo Prat.
Actualmente presta servicios de estación intermodal con el servicio Bus+Metro, que conecta con las ciudades de Quillota, La Cruz, La Calera y el sector de Limache Viejo de la misma comuna.
Antiguamente prestó servicios para la línea ferroviaria Santiago-Valparaíso, y posteriormente para el Metro Regional de Valparaíso.

## Historia

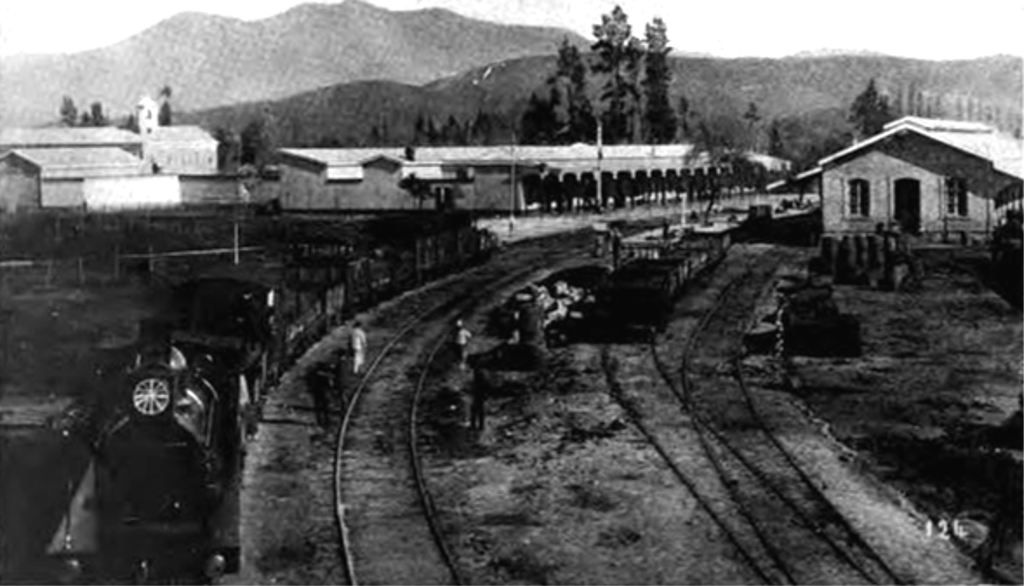
Estación Limache, 1901.

En la Navidad de 1856 fue inaugurado el tramo entre Valparaíso y Limache; el 9 de diciembre de 1856 el presidente Manuel Montt arribaba a la estación en tren. La estación se hallaba en el punto kilométrico 148,8; era una pequeña estación pintoresca y de segunda clase. La estación además contaba con su propia maestranza. El actual edificio de la estación fue inaugurado en 1872.
El terremoto de Valparaíso de 1906 destruyó la estación de ferrocarriles, teniendo que ser reconstruida.
En noviembre de 1985, durante la dictadura militar que gobernaba el país, un atentado ocurrido en la línea férrea entre las estaciones Peñablanca y Limache, provocó la inutilización de una de las vías. En febrero del año siguiente, un accidente ferroviario ocurrido en el sector de Queronque, a cuatro kilómetros de la estación Limache, provocó numerosas víctimas fatales y el paulatino cierre de los servicios del Ferrocarril Santiago-Valparaíso, solo manteniéndose servicios hasta la ciudad de Los Andes.

### Metro Regional de Valparaíso
Convertido ahora en Metro Regional, la estación siguió prestando servicios, y a mediados de la década de 1990, se mantuvo como estación terminal luego que se clausuraran los servicios de pasajeros hacia las provincias del interior.

### Tren Limache-Puerto

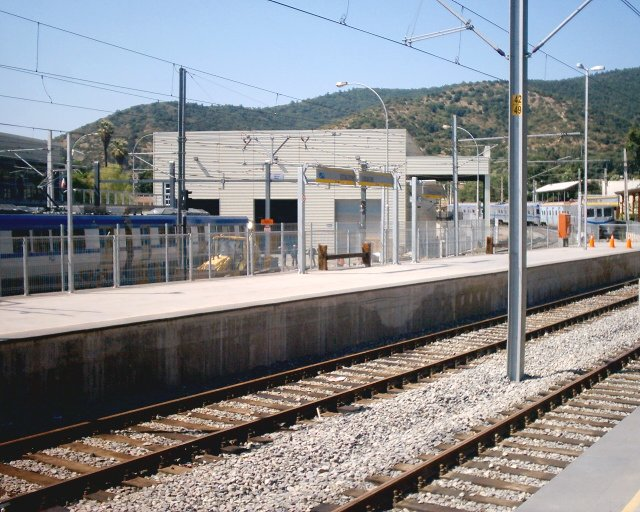
Interior de la estación.

Para ejecutar el plan de remodelación del servicio de metro del Gran Valparaíso, se mantuvo a Limache como estación terminal y se crearon los talleres de infraestructura, revisión, especialidades y mantenimiento en las inmediaciones de la estación, ocupando estos en total una superficie de 7.500 metros cuadrados. Además, se remodeló la estación, siguiendo la línea arquitectónica de la original.
El 23 de noviembre de 2005 fue reinaugurada la estación para el servicio Tren Limache-Puerto. En 2014 se abre una oficina de atención al cliente, así como la instalación de baños públicos, mayor número de boleterías y otros tipos de espacios públicos.

### Extensión Limache-La Calera
El proyecto de extensión del servicio de tren Limache-Puerto hacia La Calera es una iniciativa propuesta por la EFE con el objetivo de expandir el servicio ferroviario en la Región de Valparaíso, Chile. 
Es en octubre de 2016 que se anuncian las intenciones de extender el servicio hasta La Calera. En mayo de 2019, se adjudicó el proceso de Ingeniería Básica del proyecto con una duración prevista de 24 meses y una inversión de 7 millones de dólares. En 2023, se presentó un plan que contempla una inversión de 680 millones de dólares para extender el servicio desde esta estación, con el fin de beneficiar a las poblaciones de Quillota, La Cruz y La Calera. Se estima que las obras de construcción inicien en 2025, y hacia 2028 la ampliación del servicio hasta La Calera esté operativa.

## Infraestructura

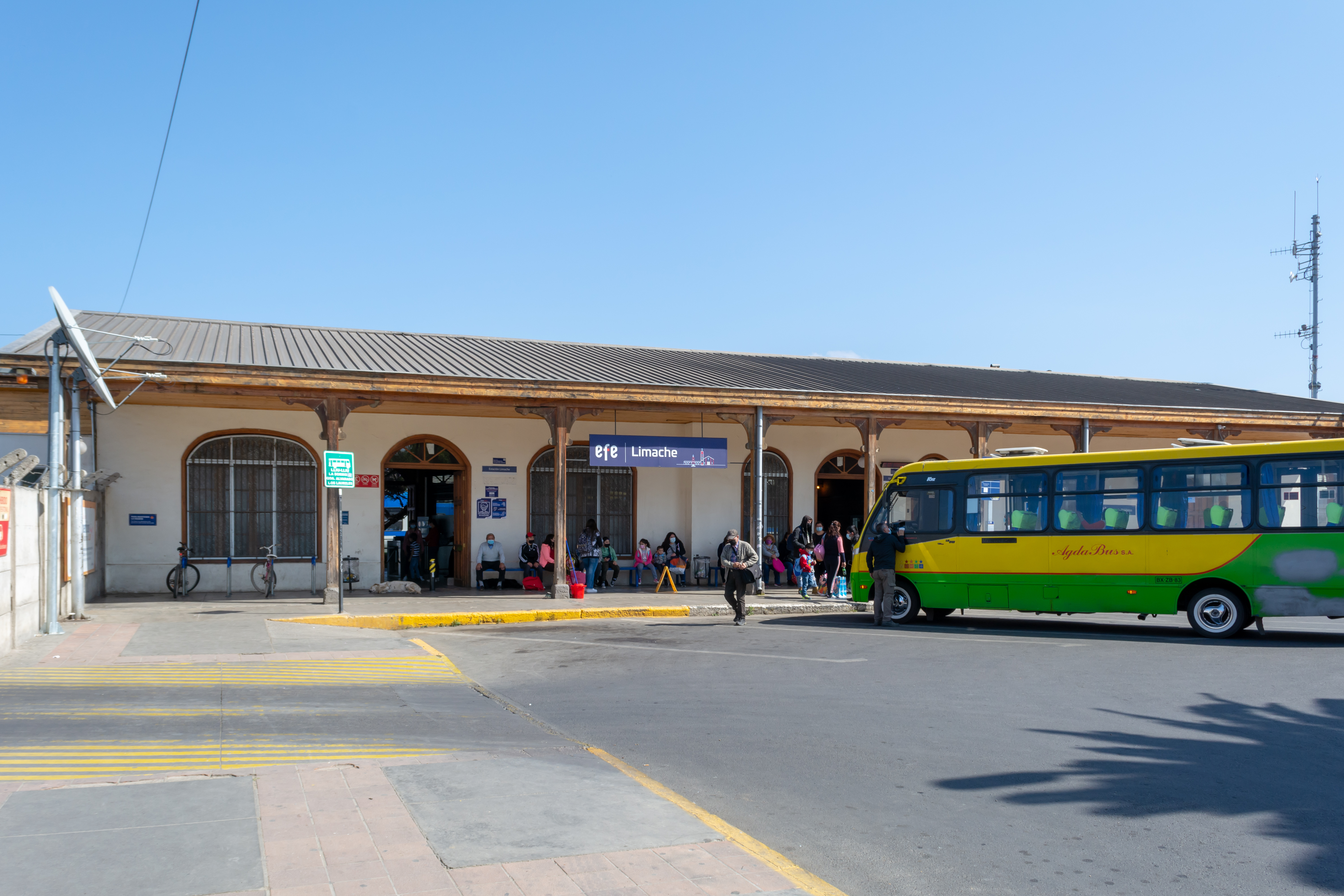
Acceso principal y paradero 11, estación Limache (2021).

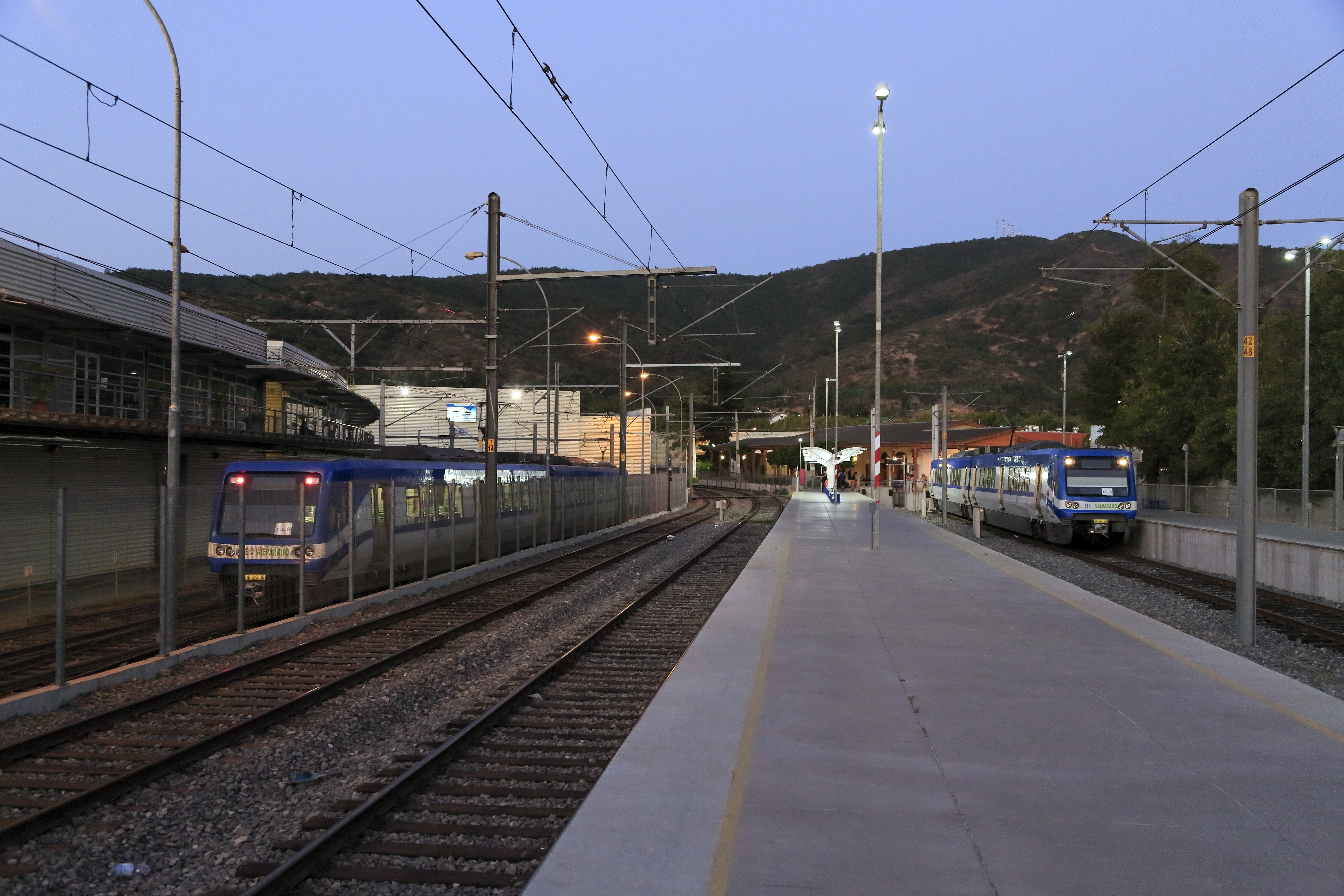
Andenes de la estación Limache (2017).

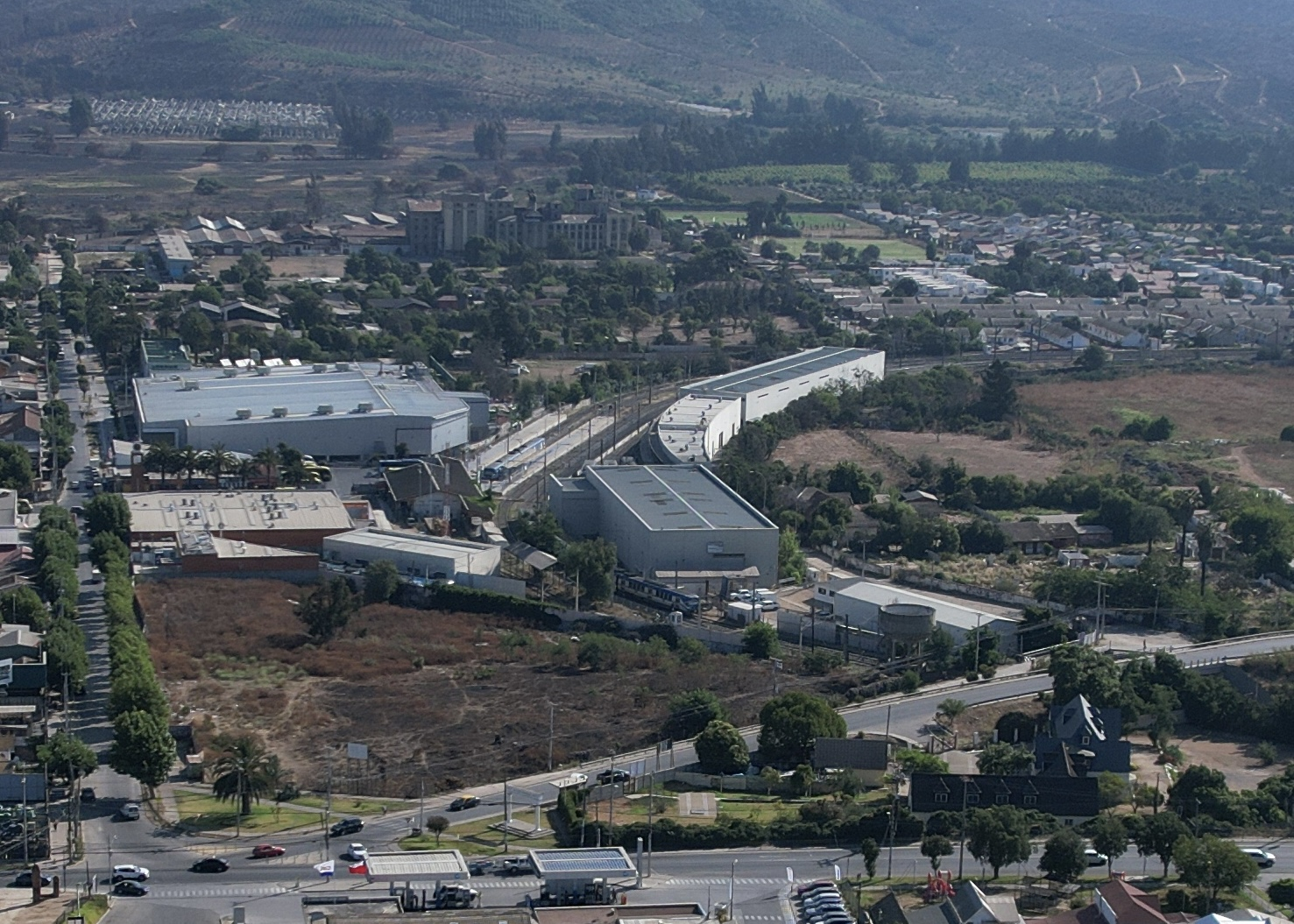
Vista aérea de la estación hacia el sur.

Esta estación es una remodelación de la original inaugurada en 1856, conservando su línea arquitectónica. El actual edificio de la estación, inaugurado en 1872, representa un valioso testimonio de la arquitectura de las antiguas estaciones ferroviarias de Chile. Construida principalmente en madera, destaca por sus pilares finamente trabajados que conforman un corredor techado para la espera de pasajeros. Esta edificación remata en el término de la avenida Urmeneta, actuando como punto culminante de dicho eje vial. Su fachada, que da hacia esta avenida, exhibe un estilo clásico con arcos en sus vanos y puertas y ventanas con diseño de palillaje, empleando además baldosa cerámica para los pisos, y madera tanto en su estructura resistente como en la techumbre. Aunque originalmente es un producto de la arquitectura civil pública y se encuentra aislada de otros edificios, ha sido conservada en buen estado a lo largo del tiempo. A pesar de su valor histórico y arquitectónico, actualmente no posee una protección legal específica.
En las inmediaciones de la estación, se encuentra un ejemplar de la «flor de la pluma», que según relatos locales, tiene la misma edad que el edificio. Originalmente, este terreno y estación fueron una donación de Don Ramón de la Cerda, y se destinaron para usos agrícolas e industriales. Sin embargo, con la reactivación del servicio de metrotren entre Valparaíso y Limache, la estación fue objeto de remodelación por parte de la empresa MERVAL, siempre respetando su línea arquitectónica original. Actualmente la Estación Limache es una terminal ferroviaria e intermodal de transporte colectivo.
La infraestructura de la estación incluye los nuevos Talleres de Tren Limache – Puerto, abarcando áreas de Infraestructura, Revisión, Especialidades y Mantenimiento, en un espacio total de 7.500 metros cuadrados. En términos de servicios para pasajeros, la estación ofrece cajero automático, wifi, espacio para bicicletas (bicicletero), una biblioteca del servicio biblioredes, punto de reciclaje y baños públicos. Además, se dispone de un comercio tipo vendomática.

### Intermodal
En cuanto a conexiones de transporte, la estación Limache facilita combinaciones con el Bus Agdabus hacia destinos como Olmué, El Parque, Lo Narváez y Cajón Grande. Además, el servicio Bus+Metro conecta con La Calera, Quillota y Limache Viejo, y se disponen colectivos hacia Olmué, Limache y Limache Viejo.

### Proyecto Extensión Limache-La Calera
La Estación Limache está en proceso de transformación, pasando de ser una estación terminal a una estación de paso. Esta transformación incluye la incorporación de dos andenes laterales, los cuales estarán separados por las vías férreas y conectados mediante un túnel subterráneo. Para acceder a dicho túnel, se dispondrán escaleras y un ascensor. En la configuración actual de la estación, se encuentra el acceso a la zona paga. Sin embargo, con la nueva estructura, para acceder al andén norte, los pasajeros deberán utilizar el paso subterráneo. El acceso al patio de metro-bus se conservará en su diseño original.
En cuanto a la infraestructura vial circundante a la estación, no se ha propuesto ninguna modificación o proyecto vial adicional, principalmente porque cualquier nueva vialidad requeriría expropiaciones.
Dentro de los terrenos propiedad de EFE, se planifica la construcción de un edificio de dos pisos, el cual contará con un techo diseñado para funcionar como mirador, permitiendo observar las operaciones de la estación. Este edificio tendrá un carácter complementario y albergará principalmente recintos técnicos, y no está previsto que los pasajeros tengan acceso al mismo.

## Entorno
Entre los lugares patrimoniales cercanos a la estación, destaca el Parque Brasil de Limache.